# 山寮 (臺南市)
山寮是臺灣臺南市學甲區的一個傳統地域名稱，學甲十三庄之一，現學甲區新達里境內。最早是將漚汪人遷此養豬和農耕，因位處七星山邊，故名為七星山寮，簡稱為山寮。而七星山則為倒風內海之海岸沙丘殘跡，雖然現已大致消失，但此地名也記錄了地方曾經存在的特殊自然地景，早期時與瓦寮一帶俗稱「東勢埔仔」。  而山寮四周的小山丘，目前僅剩土丘樣貌，東與北方兩丘已被剷平，西丘上有鎮山元帥祠，南丘計有4座土丘皆為私家的墓塚園。

## 地名區分
以「山寮」作為地名稱呼的聚落，根據一些學者初步的統計，在臺灣地區各地同名者有17處之多，而學甲十三庄中的山寮位於174線南北兩側。舊稱七星山寮，乃因之前庄內有7個山崙仔，因而庄民稱這裡為七星山，故此庄又名為七星山寮，後便簡稱山寮。 然而早期學甲人有所謂的「七星山對月眉山」，就是在描述學甲東邊山寮的七星山，對應在西邊後社天仁工商的月眉山。
山寮庄內以謝姓為最大姓，然雖同為謝姓卻是分別來自於不同的兩個祖源。一個是來自於學甲溪仔墘（約於建國路與中正路交叉處北邊兩側）一帶，屬於謝維良祖派下。而今溪仔墘仍尚留有謝姓的公業地仔，約5分地惟已無法分割，山寮謝姓持份約佔160幾坪。
另一即謝傑祖派下，其原來自漚汪謝。而山寮除謝姓之外，亦有劉與王李等姓，各分居於角頭，山寮庄頭往北依序尚有埤仔內、大埤內（附近有大埤橋）、四十八分等 地名。庄東尚有「東勢埔仔」（即瓦寮一帶）地名，早期為宅口李姓的耕地。

## 山寮 (47角頭)
山寮是臺灣臺南市學甲區的一個傳統地域名稱，昔為倒風內海南畔沙丘之地，大範圍的山寮是指舊時學甲十三庄的庄頭之一，其涵蓋範圍有：山寮與瓦寮等兩個庄頭聚落; 小範圍則是山寮庄中的一個角頭聚落，也是舊時學甲十三庄47角頭中的一個角頭，屬學甲慈濟宮八選區中的東南郊區，行政區曾經為學甲鎮達明里，2006年臺南縣市合併後進行行政區域調整，與鄰近的新生里合併後成為新達里。

## 地理位置
位在學甲市區的東郊，大致在中山路（即臺南市174線）以南，東邊至南53線道路，西邊範圍約在嘉南大圳學甲分圳至中華路之間，西側與南側大多為魚塭，以及小部分養殖場與農田。庄頭東邊有一座南無阿彌陀佛碑，是法源禪寺舉辦朝山法會的起始點之一。

## 聚落脈絡
早期山寮附近為倒風內海南畔沙丘之地，所以形成一崙崙如山丘的高地，因當時較高者有7座，便稱此地其為「七星山」，七星山係分布於山寮四周的小山丘，惟如今僅剩稍高起的土丘樣貌，原來東邊與北邊兩處土丘已被剷平，至於西丘目前有鎮山元帥祠，南丘的高地共有4座，但都是屬於私人墓園。於清中時有謝、王、劉、葉等姓先後進入此地開墾，初期並以養豬與進行農耕為業。
在開墾一段時日後也漸漸地形成了一個庄頭，因所在七星山於的範圍鐘內，其後居民便稱此一庄頭為七星山寮，為方便又簡稱之為「山寮」。然而時為各家自行開墾，並分頭成各自聚集一小區域，如此也形成各姓分據不同地區，庄頭北邊為劉姓、庄南邊的則為王姓，而公厝後是謝姓，初期也因此形成3個小角頭，因而這裡也俗稱山寮3庄。

## 交通
山寮主要道路為臺南市174線與南53線道路，而由中華路向南則可銜接臺19線公路。
174線經過二重港的竹圍仔之後，即進入了學甲區市區境內，由西往東可分成3大地區，整個區域大抵由174線5公里處綿延至13.5公里處，總長度約為8.5公里。然後在過了東外環的中華路後即離開學甲市區，之後沿著山寮庄北經過，此時已逐漸遠離海岸線。
南53線（德安寮～美和）線，此道路自北由宅港里德安寮東側起，向南至豐和里的頂草坔，整條路全長為 2.773 公里。
臺19線公路約115KM處路東，沿線有新寮、山寮與頂山寮等三個舊時聚落，路形呈三角地勢，大致上在華宗路以東，與山寮的中華路以西一帶的範圍，頂草坔在日治時期合山寮為宅仔港四保，而中草坔與下草坔為宅仔港五保 。

## 宗教
山寮聚落的主要角頭廟是東明宮，初始祭祀於清嘉慶年間，一開始是由謝、劉、王等三庄輪流奉祀，直到1976年才與當地活動中心合併建廟，該廟主祀為李府千歲。

## 產業
因隨著倒風內海的淤積土地日漸浮覆地力惡劣，山寮居民不得已需依地維生，因而曾以稻米與番藷為主要經濟產業 。嗣後又因土地都較瘦（地力貧瘠）且鹽分較高，故之後大都已開闢為魚塭，養殖吳郭魚、虱目魚等，初期計有幾百甲的魚塭地，最繁華時曾庄內有8間店舖，其中有碾米廠、豬肉舖、農藥店等商店，甚至還有牙醫診所。然其後魚塭的經營因飼料成本高，目前經營上較為衰退。
在日治時期鹽水港的製糖株式會社因運送糖業原料的需要，曾鋪設糖廠鐵路其路線由學甲，經山寮、瓦寮、大屯、大埤、下營、十六甲、鐵線橋、大內旗、八老爺、果毅後旗、廠前到新營糖廠，此段路線客貨運開辦於日昭和17年（1942年），至1979年結束營運，目前留有五分車鐵道與山寮站候車站。另外，庄北有一處蜀葵花田，乃因劉姓庄民非常愛花，所以將自有的4分餘地均種滿蜀葵花，提供民眾欣賞，並且已連續種植數年，目前還形成一個地方的熱門活動「學甲小麥產業文化節」。

## 圖像集

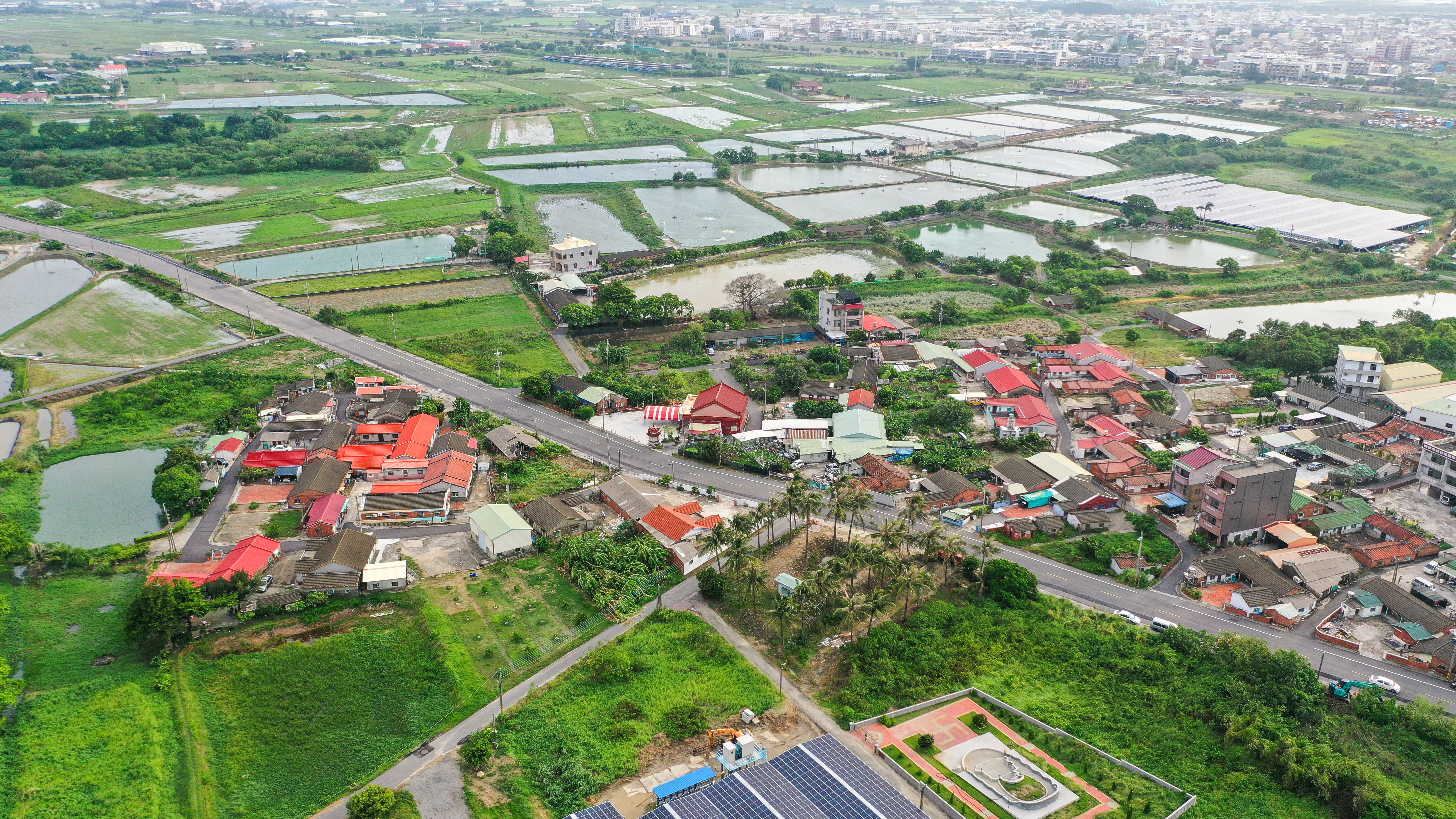
臺南市學甲區山寮空拍圖2
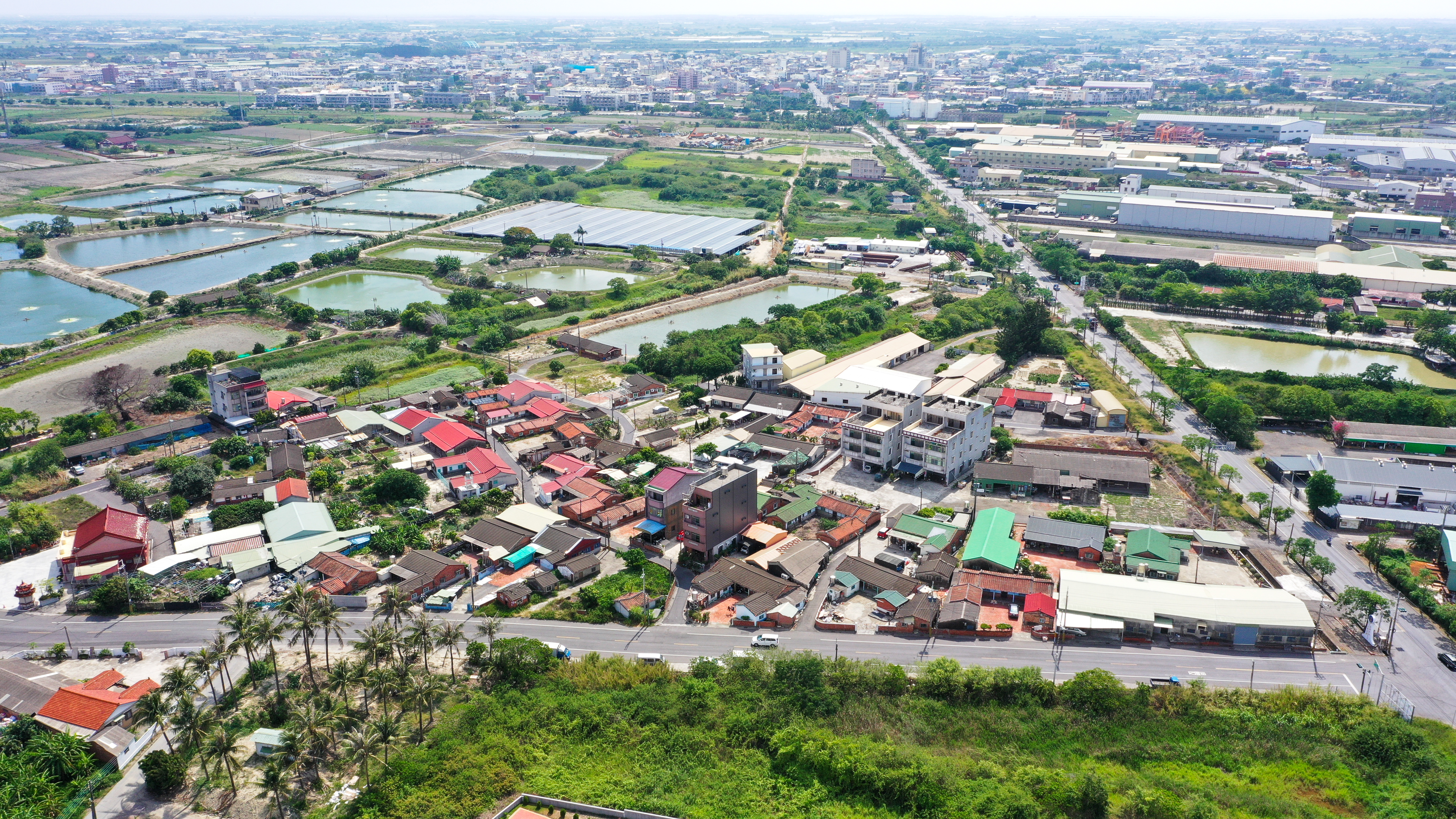
臺南市學甲區山寮空拍圖
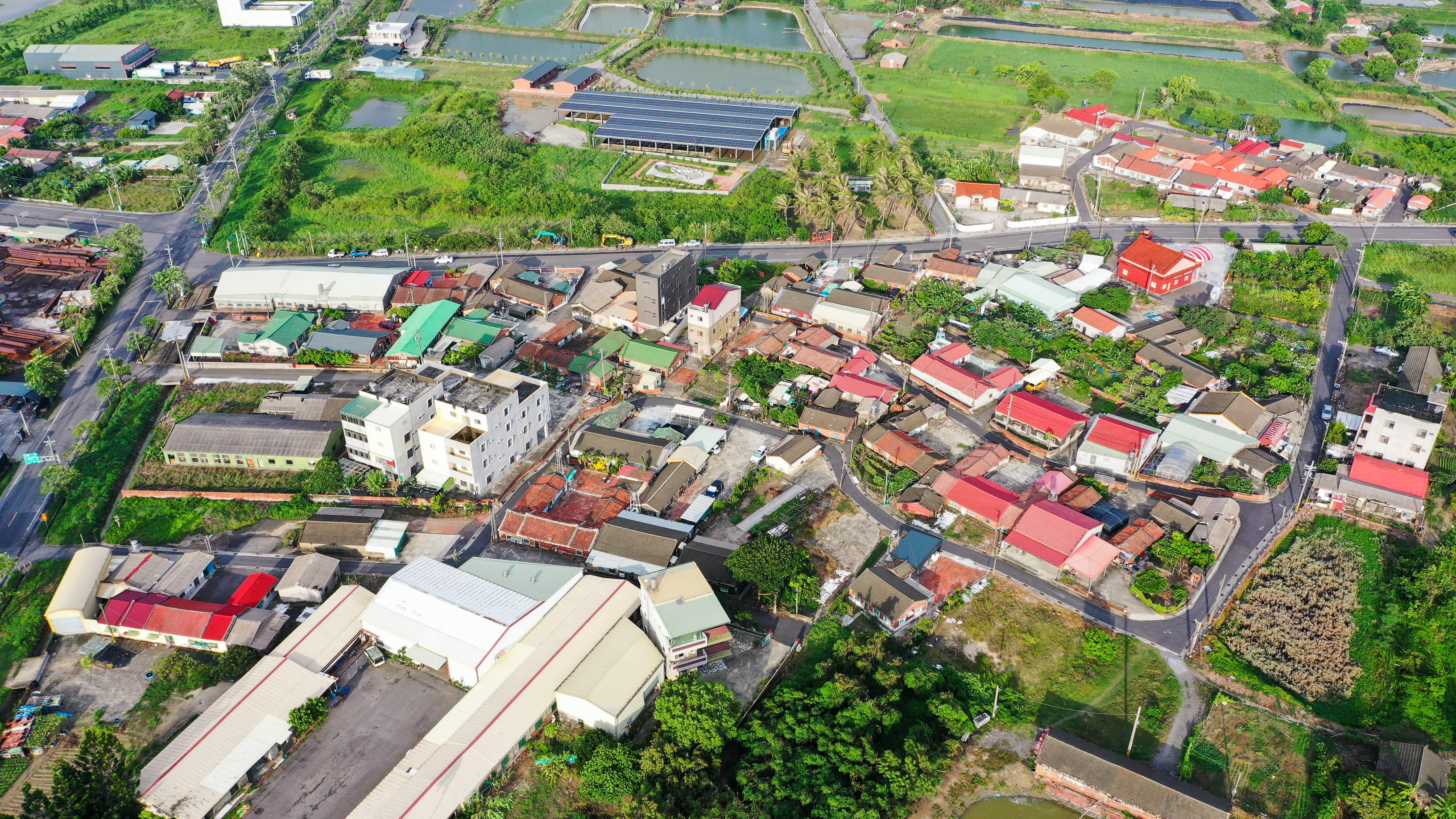
臺南市學甲區山寮空拍圖3
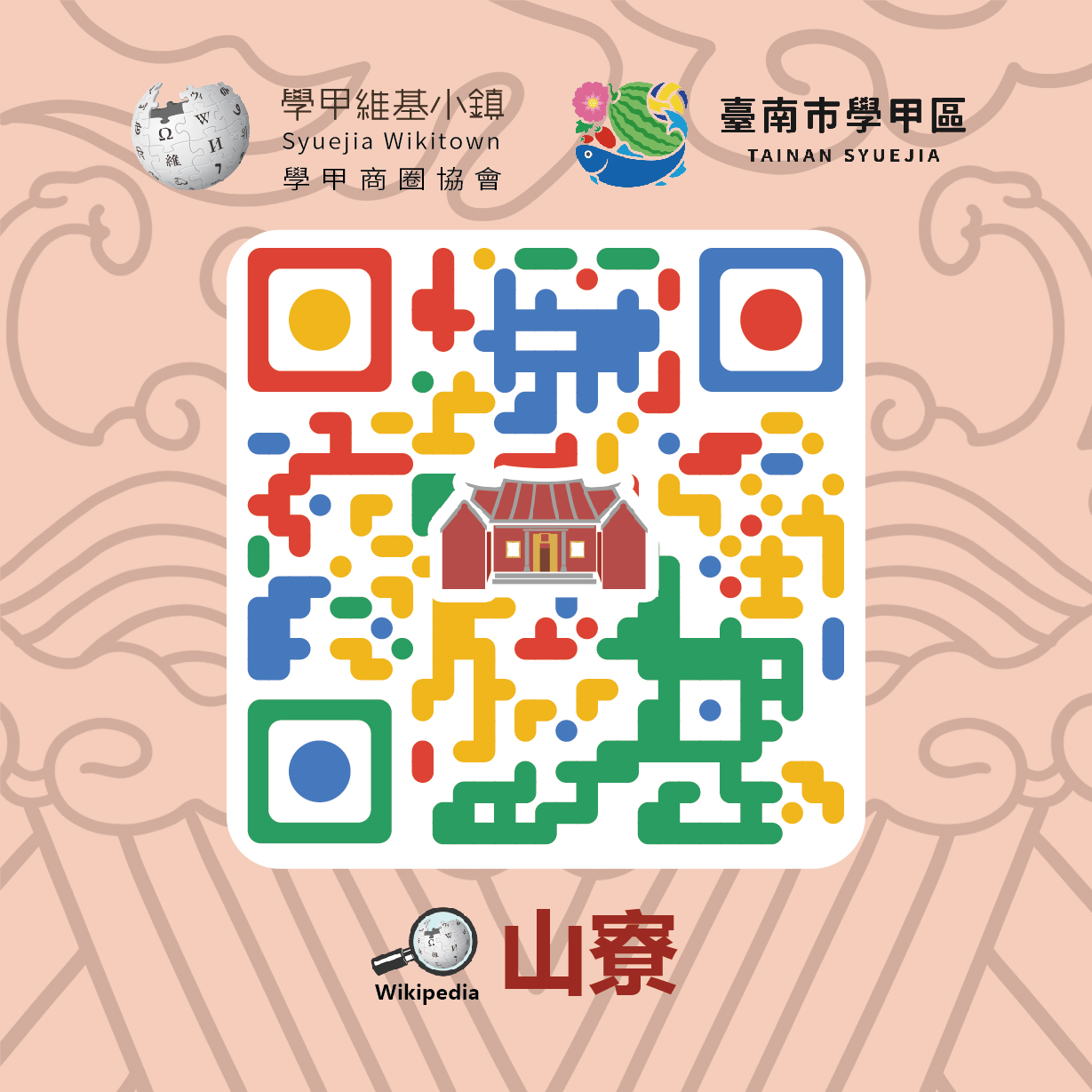
山寮-學甲維基小鎮彩色2維條碼瓷牌